# Квинт Бебий Херений
Квинт Бебий Херений (на латински: Quintus Baebius Herennius) е политик на Римската република през 3 век пр.н.е. Произлиза от плебейската фамилия Бебии. Чрез женитба е роднина на Гай Теренций Варон.
През 216 пр.н.е. той е народен трибун. Неговите колеги са Марк Минуций Авгурин и Луций Скрибоний Либон. Консули са Гай Теренций Варон и Луций Емилий Павел. Бебий критикува образувалия се нов елит от патриции и плебейски нобили.